# كيث كينغ
كيث كينغ (بالإنجليزية: Keith King)‏ هو سياسي أمريكي، ولد في 12 مارس 1948 في الولايات المتحدة. حزبياً، نشط في الحزب الجمهوري. وقد انتخب عضو مجلس نواب كولورادو.